# Havekost (Ganderkesee)
Havekost ist ein Ortsteil der Gemeinde Ganderkesee im niedersächsischen Landkreis Oldenburg. Hierzu gehören auch die Einzelgehöfte in Sethe, Meierhafe und Strudthafe.

## Geografie und Verkehrsanbindung
Der Ortsteil liegt etwa 5 km südlich von Ganderkesee. In einem Waldstück südlich der Straße Am Schulplacken befindet sich mit 45 m ü. NN der höchste Punkt in der Gemeinde Ganderkesee, markiert mit einem Stein.
Über die angrenzende Bundesstraße 213, früher die Flämische Straße, sind die Nachbarstädte Delmenhorst und Wildeshausen schnell zu erreichen, ebenso wie die Autobahnen A 1 und A 28.

## Geschichte
Havekost gehörte 1647 noch zu Hengsterholz und wurde erstmals 1659 als Havkost im Ganderkeseer Kirchenregister genannt. Im 16./17. Jahrhundert erstreckten sich nordwestlich bis zur Ortschaft Immer große Heideflächen, die als Schafweide dienten. 1725 hatte der Ort 80 Einwohner.